# Ameles spallanzania
Ameles spallanzania es una especie de mantis de la familia Amelidae. Antiguamente pertenecía a la familia Mantidae, sin embargo, una nueva revisión del orden Mantodea las considera dentro de una familia distinta.

## Distribución geográfica
Se encuentra en el sur de Europa y en el norte de África.